# Starlight Bandżul
Starlight Gunners Football Club w skrócie Starlight Bandżul – gambijski klub piłkarski mający siedzibę w stolicy kraju, Bandżulu. Drużyna do 2004 występowała w 1. lidze.

## Sukcesy
- I liga[1]:
  - mistrzostwo (2): 1979, 1980.

- Puchar Gambii[2]:
  - zwycięstwo (2): 1982, 1985.

## Występy w afrykańskich pucharach
| Sezon | Rozgrywki                 | Runda   | Kraj          | Klub                   | Dom | Wyjazd | Dwumecz      |
| ----- | ------------------------- | ------- | ------------- | ---------------------- | --- | ------ | ------------ |
| 1981  | Puchar Mistrzów           | 1       | Gwinea        | AS Kaloum Star         | 0–1 | 1–2    | 1–3          |
| 1986  | Puchar Zdobywców Pucharów | wstępna | Gwinea Bissau | Sport Bissau e Benfica | 3–1 | 1–1    | 4–2          |
| 1986  | Puchar Zdobywców Pucharów | 1       | Senegal       | ASC Diaraf             | 1–1 | 1–1    | 2–2 (k. 3–4) |

## Stadion
Domowe mecze klub rozgrywa na stadionie o nazwie King George V Stadium w Bandżulu, który może pomieścić 3000 widzów.